# Мате Цинцадзе
Мате Цинцадзе (груз. მათე ცინცაძე, нар. 7 січня 1995, Поті, Грузія) — грузинський футболіст, півзахисник клубу «Торпедо» (Кутаїсі) та національної збірної Грузії.

## Кар'єра

### Клубна кар'єра
Мате почав займатися футболом в Поті, пізніше приєднався до юнацької команди тбіліського «Локомотива».
9 жовтня 2011 року півзахисник дебютував у чемпіонаті Грузії а зустрічі з клубом «Мешахте». 14 листопада 2012 року Мате відзначився першим забитим м'ячем за «Локомотив».
Влітку 2013 року, зігравши за 2 сезони за тбіліський клуб в чемпіонаті 51 матч і забивши 3 м'ячі, Цинцадзе перейшов в кутаїське «Торпедо». 4 липня Мате дебютував в єврокубках проти «Жиліни». 18 серпня півзахисник провів першу гру в першості Грузії за свій клуб.
Відігравши півроку в Кутаїсі, Мате підписав контракт з тбіліським «Динамо». За підсумками сезону 2013/14 Цинцадзе став чемпіоном Грузії і володарем Кубка, повністю відігравши фінальну зустріч з «Чихурою».
У сезоні 2014/15 Мате в складі «Динамо» став володарем Кубка і Суперкубка Грузії.
24 жовтня 2014 року Цинцадзе відзначився першим забитим м'ячем за «Динамо».
Останній рік у тбіліському клубі видався найуспішнішим для Цинцадзе.
25 серпня 2015 року півзахисник знову виграв Суперкубок Грузії у складі «Динамо». Окрім Суперкубку, «Динамо» виграло чемпіонат і кубок, таким чином зробивши требл.
У 2017 році поїхав грати у польський «Погонь» із міста Щецин. Зіграв за клуб 13 матчів і вже у наступному році повернувся на батьківщину, підписавши контракт з «Руставі».
Втім, у «Руставі» у гравця також не вийшло закріпитися, тому, зігравши 15 матчів і забивши 2 голи, гравець повернувся до «Торпедо» (Кутаїсі). У своєму другому періоді в «Торпедо» Цинцадзе зіграв 31 матч і забив 1 м'яч. Став володарем Кубку Грузії у складі команди.
В 2019 році Мате вдруге спробував заграти за кордоном, підписавши контракт з латвійською «Єлгавою», проте ця спроба теж виявилася невдалою ― 8 матчів, 1 гол.
В 2020 році гравець повернувся в Грузію, ставши футболістом клубу «Динамо» (Батумі). За сезон гравець з'явився на полі лише 9 разів та розписавшись у воротах суперника один раз.
В 2021 році гравець знову змінив клуб, поїхавши до Албанії, де підписав контракт з одним із лідерів місцевого чемпіонату — «Кукесі». За клуб Цинцадзе провів 15 матчів у чемпіонаті, 26 лютого відзначившись голом на 86-й хвилині матчу проти «Теути», який допоміг його команді вирвати нічию.
10 липня стало відомо, що гравець підписав контракт з кутаїським «Торпедо», за який грав у 2013 році та у сезоні 2018/19.

### У збірній
Мате в складі юнацької збірної Грузії (до 17 років) брав участь у двох зустрічах елітного раунду кваліфікації до Чемпіонату Європи в Словенії, де його команда досить несподівано змогла посісти третє місце.
Також Цинцадзе брав участь у відбіркових матчах до юнацького чемпіонату Європи в Угорщині.
7 вересня 2015 року півзахисник дебютував у збірній Грузії у зустрічі відбіркового турніру до чемпіонату Європи 2016 зі збірною Ірландії.

## Досягнення
- Чемпіон Грузії (2): 2013/14, 2015/16
- Бронзовий призер чемпіонату Грузії (2): 2014/15, 2018
- Володар Кубка Грузії (4): 2013/14, 2014/15, 2015/16, 2018
- Володар Суперкубка Грузії (2): 2014, 2015